# Château d'Hesdin-l'Abbé
Le Chateau d'Hesdin-l'Abbé a été construit en 1766 en plein bocage boulonnais dans un parc de 5 hectares.
Il est depuis 1986 un Hôtel haut de gamme

## Historique
En 1766 Michel-Augustin-Joseph-Charles Cléry de Bécourt entreprit la construction de sa maison de campagne, symbole de son ascension sociale.
Lors du siège de Boulogne-sur-Mer par Napoléon le Général Berthier séjourna au château.

## Architecture
Le Chateau d'Hesdin-l'Abbé a été construit en 1766 pour Michel Cléry de Bécourt sur un plan symétrique avec un étage et un étage de combles mais les pavillons latéraux ont été construits après 1813.
Le décor de la cour d'honneur avec son obélisque et ses colonnes datant de 1783 a disparu.